# ان‌تی‌تی دوکومو

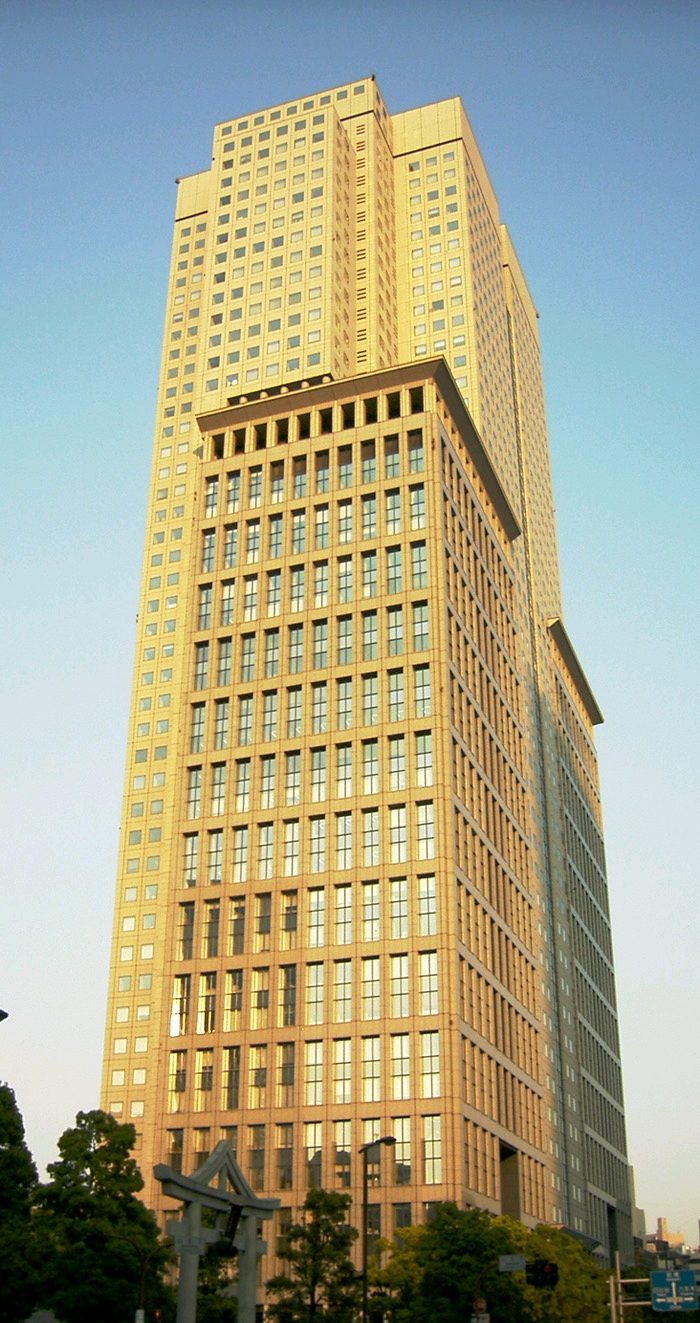
دفتر مرکزی دوکومو، در برج سانوپارک، منطقه ناگاتاچو، در چیودا، توکیو

ان‌تی‌تی دوکومو (به انگلیسی: NTT DoCoMo) شرکت مخابراتی ژاپنی است، (به ژاپنی: 株式会社エヌ・ティ・ティ・ドコモ) که به عنوان بزرگترین اپراتور تلفن همراه در کشور ژاپن، شناخته می‌شود.
دوکومو، مخفف عبارت "Do Communications over the Mobile network" است، همچنین دوکومو در زبان ژاپنی، یک واژه ترکیبی بوده، که به معنی "در همه جا" می‌باشد. ان‌تی‌تی نیز از مخفف نام مالک این شرکت، یعنی نیپون تلگراف اند تلفن گرفته شده‌است.
شرکت ان‌تی‌تی دوکومو ارائه‌کننده خدمات تلفن ثابت، تلفن تصویری، تلفن همراه، اینترنت و پست الکترونیکی (ایمیل، پیام کوتاه و اس‌ام‌اس) است.
دفتر مرکزی این شرکت در برج سانوپارک، منطقه ناگاتاچو، در چیودا، توکیو مستقر می‌باشد. شرکت دوکومو در ماه اوت سال ۱۹۹۱ به منظور توسعه شبکه تلفن همراه کشور ژاپن و نیز مدیریت بر این بخش، توسط شرکت نیپون تلگراف اند تلفن، راه‌اندازی شد و در حال حاضر همچنان به عنوان یک شرکت تابعه از کمپانی نیپون تلگراف اند تلفن، فعالیت می‌کند.
این شرکت ارائه‌کننده طیف وسیعی از خدمات تلفن همراه می‌باشد، که عبارتند از: خدمات نسل دوم شبکه تلفن همراه (2G)، در باند ۸۰۰ مگاهرتز، نسل سوم شبکه تلفن همراه (3G) در باندهای ۲ گیگاهرتز، ۸۰۰ مگاهرتز و ۱۷۰۰ مگاهرتز، خدمات نسل چهارم شبکه تلفن همراه (4G) و نیز پروژه مشارکتی نسل سوم شبکه تلفن همراه (LTE). از دیگر خدماتی که ان‌تی‌تی دوکومو فراهم می‌نماید، می‌توان به سرویس‌های پیجر و تلفن‌های ماهواره‌ای اشاره نمود.